# Ökonomische Nachhaltigkeit

Verschiedene Modelle des Nachhaltigkeitskonzeptes: Links das Drei-Säulen-Modell, das Ökologie, Ökonomie und Soziales gleich gewichtet, rechts das Vorrangmodell, das die Abhängigkeit der Sozialen Nachhaltigkeit und der Ökonomischen Nachhaltigkeit von der ökologischen Nachhaltigkeit postuliert.

Ökonomische Nachhaltigkeit ist ein Konzept an der Schnittstelle von Nachhaltigkeitswissenschaft und Wirtschaftswissenschaft, das zusammen mit ökologischer Nachhaltigkeit und sozialer Nachhaltigkeit drei Dimensionen der Nachhaltigkeit bilden, wie sie beispielsweise im Drei-Säulen-Modell zusammengefasst sind. Das Ziel ist, eine nachhaltige Ökonomie im Sinne der nachhaltigen Entwicklung zu gestalten, die auf Dauer funktionstüchtig ist.

## Ansätze ökonomischer Nachhaltigkeit
Ökonomische Nachhaltigkeit ist ein Forschungsthema verschiedener sozialwissenschaftlicher Strömungen, die daraus verschiedene Entwürfe nachhaltiger Ökonomien ableiten. In den Diskussionen wird zwischen schwacher und starker Nachhaltigkeit und ihren Mischformen unterschieden. Weder Strömungen noch Entwürfe können dabei klar voneinander abgegrenzt werden.
Vertreter der schwachen Nachhaltigkeit argumentieren im Sinne der neoklassischen Umweltökonomie, dass schwindendes Naturkapital (bspw. nichterneuerbare Rohstoffe) durch produziertes Kapital substitutiert werden kann. Daraus folgt, dass es keinen grundsätzlichen Konflikt zwischen Wirtschaftswachstum und nachhaltiger Entwicklung gibt und diese vereinbar sind. Die Ökologie wird als Externalität behandelt und wirtschaftspolitische Ansätze (bspw. ökologische Steuerreform) für eine grüne Marktwirtschaft entwickelt, mit denen die wirtschaftliche Leistungsfähigkeit gesteigert werden kann (grünes Wachstum). Das Naturkapital wird in der Umweltökonomie mittels umweltökonomischer Bewertung bspw. von Ökosystemdienstleistungen oder der Berechnung des ökonomischen Gesamtwerts ermittelt.
Die starke Nachhaltigkeit geht im Sinne der ökologischen Ökonomie davon aus, dass Naturkapital und produziertes Kapital weitgehend komplementär sind und daher das Naturkapital an sich erhalten werden muss. Daraus wird eine Wachstumskritik hergeleitet und Forderungen nach qualitativem Wachstum oder einer stationären Wirtschaft erhoben, wozu etwaige Wachstumszwänge überwunden werden müssen. Die Rolle der Marktwirtschaft ist stärker umstritten, und in die Analyse werden über die eigentliche Wirtschaft hinaus politische, gesellschaftliche und kulturelle Aspekte einbezogen (sozial-ökologische Forschung) und beispielsweise ein starker Fokus auf Fragen der Gerechtigkeit (insb. Generationengerechtigkeit) oder die Abwägung zwischen Gemeinwohl und Eigeninteressen gelegt. Ein wichtiges gesellschaftspolitisches und ethisches Konzept ist der „Greifswalder Ansatz“, der auf Konrad Ott und Ralf Döring zurückgeht. Institutionen im deutschsprachigen Raum sind die Vereinigung für Ökologische Ökonomie (VÖÖ) oder Vereinigung für ökologische Wirtschaftsforschung (VöW), dazu existiert eine wachstumskritische soziale Bewegung.
Zwischen diesen beiden Extremen gibt es verschiedene Positionen „ausgewogener Nachhaltigkeit“, denen laut Reinhard Steurer der Großteil der Nachhaltigkeitsdiskussion zuzuordnen sind, beispielsweise der Brundtland-Bericht oder die ökologische Modernisierung. In Deutschland vertritt diese Position beispielsweise das Netzwerk Nachhaltige Ökonomie um Holger Rogall, die regelmäßig das Jahrbuch Nachhaltige Ökonomie im Metropolis-Verlag herausgibt.
Weitere Forschungsansätze sind das integrierte Nachhaltigkeitskonzept der Helmholtz-Gemeinschaft Deutscher Forschungszentren, oder die Industrial Ecology (Energie- und Stoffstrommanagement). Auch Wirtschaftsethik und Umweltrecht gehören zu den Themen ökonomischer Nachhaltigkeit.

## Indikatoren und Umsetzung

### Produkte und Unternehmen
Für Produkte kann eine Lebenszyklusanalyse erstellt werden und zur Verbesserung dieser Ökobilanz beispielsweise Konzepte des Ecodesign eingesetzt werden.
Für Unternehmen oder Behörden können Umweltberichte bzw. Nachhaltigkeitsberichte erstellt und für das Nachhaltigkeitsmanagement bzw. die Corporate Social Responsibility (CSR) genutzt werden.

### Volkswirtschaften
Indikatoren für eine nachhaltige Volkswirtschaft sind beispielsweise der ökologische Fußabdruck, der Happy Planet Index (HPI), das Ökosozialprodukt, der Index der menschlichen Entwicklung, der SDG-Index oder die umweltökonomische Gesamtrechnung.
Die Vorschläge zur Realisierung einer nachhaltigen Ökonomie unterscheiden sich erstens darin, wie die drei Dimensionen des Drei-Säulen-Modells gewichtet werden. Daher ergeben sich verschiedene Nachhaltigkeitsstrategien. Die schwache Nachhaltigkeit setzt vornehmlich auf eine Verbesserung von Ökoeffizienz und -konsistenz mittels Umweltpolitik. Zu den technischen Vorschlägen für eine Dekarbonisierung hin zu einer kohlenstofffreien Wirtschaft zählen beispielsweise erneuerbare Energien und negative Emissionstechnologien. Zudem sollen Kreislaufwirtschaft und Recycling bzw. Upcycling ausgebaut werden. Die starke Nachhaltigkeit bezieht die Suffizienz (Genügsamkeit) und damit Verhaltensveränderungen und soziale Innovationen stärker mit ein.
Eher marktwirtschaftliche Konzepte einer nachhaltigen Wirtschaft sind die ökosoziale Marktwirtschaft, die Green Economy oder der Green New Deal. Zum Schutz des Naturkapitals werden beispielsweise Ökosteuern oder Emissionsrechtehandel vorgeschlagen. Stärker die soziale und kulturelle Perspektive betonen die Gemeinwohl-Ökonomie nach Christian Felber oder die Postwachstumsökonomie (Niko Paech). Eine Ablehnung von Marktwirtschaft findet sich in Konzepten solidarischer Ökonomie, teilweise in der Sharing Economy sowie am deutlichsten beim Ökosozialismus.